# جون بي. هيس
جون بي. هيس (بالإنجليزية: John B. Hess)‏ هو رائد أعمال أمريكي، ولد في 5 أبريل 1954.

## وصلات خارجية
- جون بي. هيس على موقع إن إن دي بي (الإنجليزية)